# شلدون سولومون
شلدون سولومون (انگلیسی: Sheldon Solomon؛ زادهٔ) دانشمند در زمینه روان‌شناسی اجتماعی اهل ایالات متحده آمریکا است. او برای ابداع مفهوم نظریه مدیریت وحشت، با دو تن از همکارانش، جف گرینبرگ و تام پیشزینسکی، قابل توجه است.